# Крістінешть
Крістінешть, Крістінешті (рум. Cristinești) — село у повіті Ботошані в Румунії. Входить до складу комуни Крістінешть.
Село розташоване на відстані 407 км на північ від Бухареста, 43 км на північний захід від Ботошань, 137 км на північний захід від Ясс.

## Населення
За даними перепису населення 2002 року у селі проживали 1645 осіб. Рідною мовою 1643 особи (99,9%) назвали румунську.
Національний склад населення села:
| Національність | Кількість осіб | Відсоток |
| -------------- | -------------- | -------- |
| румуни         | 1638           | 99,6%    |
| цигани         | 5              | 0,3%     |